# Borgo metropolitano di Kensington
Il borgo metropolitano di Kensington fu un municipio inglese della vecchia contea di Londra esistito fra il 1900 e il 1965.

## Storia

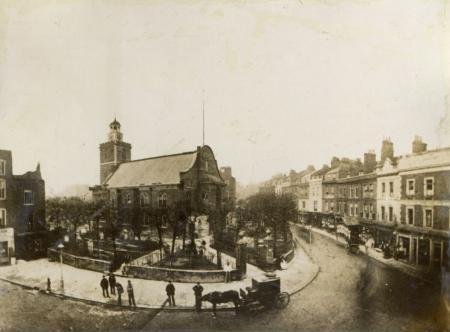
Saint Mary Abbots

Il municipio fu istituito succedendo integralmente alla parrocchia di Kensington, e fu subito sottoposto all'autorità provinciale del Consiglio della contea di Londra. Nel 1901 gli fu attribuito l’onore di borgo reale dalla regina Vittoria che ivi era nata. Esteso per 9 km², aveva una popolazione di 180 000 abitanti ad inizio Novecento e di 170 000 residenti nei primi anni sessanta.
Nel territorio municipale ricadevano alcuni famosi luoghi di cultura, tra cui il Victoria and Albert Museum e l'Imperial College. Nel 1965 il borgo si fuse con un'altra municipalità andando a formare l'odierno borgo reale di Kensington e Chelsea.